# 石巻市立荻浜中学校
石巻市立荻浜中学校（いしのまきしりつ おぎのはまちゅうがっこう）は、宮城県石巻市荻浜にあった公立中学校である。

## 教育目標
- 志をもち，自らを磨く生徒の育成[1]

## 沿革
- 1982年（昭和57年）4月1日 - 東浜中学校と荻浜中学校が統合して、旧荻浜小学校跡地に新設の石巻市立荻浜中学校創立[1]
- 2011年（平成23年）3月11日 - 東日本大震災により校舎や体育館が被災[1]
- 2023年 (令和5年)  3月31日-生徒数の減少により、石巻市立万石浦中学校に統合され閉校[2]

## 通学区域
- 石巻市立東浜小学校学区（牧浜、竹浜、狐崎浜、福貴浦）[3]